# Ingeborg Schemper-Sparholz
Ingeborg Schemper-Sparholz (* 13. November 1952 in Wien) ist eine österreichische Kunsthistorikerin und Expertin für zentraleuropäische Plastik von der Barockzeit bis ins 20. Jahrhundert.

## Leben
Nach einem Studium der Kunstgeschichte bei Otto Pächt, Gerhard Schmidt und Günter Heinz sowie der Klassischen Archäologie bei Hedwig Kenner an der Universität Wien promovierte Ingeborg Schemper-Sparholz 1978 mit einer Dissertation zum Thema Stuckdekorationen des 17. Jahrhunderts im Wiener Raum.
Nach einem kurzen Forschungsaufenthalt an der Biblioteca Hertziana in Rom (Summer School 1979) begann sie mit dem Wintersemester 1980 ihre Lehr- und Forschungstätigkeit als Assistentin an der Universität Wien mit einem Schwerpunkt zur Kunst der Frühen Neuzeit. 1992 wurde sie zur außerordentlichen Universitätsprofessorin ernannt, 2004 folgte ihre Habilitation mit einer Schrift zum Wiener Hofbildhauer Lorenzo Mattielli und dessen Wiener Schaffensperiode unter Kaiser Karl VI. Längere Forschungsaufenthalte führten sie nach Florenz (2010/11), Berlin und Dresden (2007). Mit dem Sommersemester 2018 beendete sie ihre langjährige Lehrtätigkeit an der Universität Wien.

## Forschungsschwerpunkte
Ihre Forschungsschwerpunkte liegen im Bereich der österreichischen Skulptur und dekorativen Plastik des Barock sowie des Klassizismus im europäischen Kontext. In den letzten Jahren kam eine intensive Auseinandersetzung mit der Sepulkralskulptur sowie den Denkmälern des 19. Und 20. Jahrhunderts in den ehemaligen Kronländern der Habsburgermonarchie hinzu.

## Schriften (Auswahl)
- Forschungsstand und Forschungsfragen – Historische und aktuelle Positionen zur Skulptur am Ende der Habsburgermonarchie, in: Ingeborg Schemper-Sparholz, Caroline Mang (Hrsg.): Vienna as a Sculptural Centre in the Long 19th Century. Current Research on Sculpture in Central Europe. Special Issue, RIHA Journal, 261 (2021), doi:10.11588/riha.2021.1.81887
- "New Carrara". Lasa marble in the service of artistic ideas and economic interests during the long nineteenth century, in: The Sculpture Journal, Public Monuments and Sculpture Association London, 30, 2, 2021, S. 189–202 (gemeinsam mit Caroline Mang)
- Der Arkadenhof im Hauptgebäude der Wiener Universität: Ruhmeshalle, Geschichtsgalerie oder Campo Santo?, in: Ingeborg Schemper-Sparholz, Martin Engel, Andrea Mayr, Julia Rüdiger (Hrsg.): Der Arkadenhof der Universität Wien und die Tradition der Gelehrtenmemoria in Europa. In: Wiener Jahrbuch für Kunstgeschichte LXIII/LXIV 2017, S. 11–34
- Ingeborg Schemper-Sparholz (Hrsg.): Der Bildhauer Lorenzo Mattielli und seine Rolle als Vermittler oberitalienischer Gestaltungsprinzipien in der dekorativen Skulptur und Plastik des Spätbarock in Mitteleuropa. Barockberichte 61, 2013
- Unis ou séparés dans la mort. Sépultures et monuments funéraires des impératrices et des veuves d’empereurs Habsbourg, in: Juliusz A Chrościcki, Mark Hengerer, Gérard Sabatier (Hrsg.): Les funérailles princières en Europe. Bd. 2. Apothéoses monumentales, Rennes 2013, S. 91–115.
- Barockaltäre in Österreich. Möbel, Schaubühne, Denkmal, Versuch einer typologischen Ordnung, in: Michael Krapf (Hrsg.): Triumph der Phantasie. Barocke Modelle von Hildebrandt bis Mollinarolo. Ausst. Kat. Oberes Belvedere, Wien 1998, S. 49–65
- „Le désir d'avoir la nature en marbre“. Die Sitzstatue der Prinzessin Leopoldine Esterházy Liechtenstein von Antonio Canova und das Frauenbild der Frühromantik, in: Wiener Jahrbuch für Kunstgeschichte L, 1997, S. 255–295
- Georg Raphael Donner und seine Rezeption an der „kayserl. Freyen Hof Academie der Mahlerey, Bildhauerey, und Baukunst“ im 18. Jahrhundert in Wien, in: Sabine Grabner (Hrsg.): Georg Raphael Donner. 1693–1741. Ausst. Kat., Österreichische Galerie, Unteres Belvedere, Wien 1993, S. 129–160
- Stuckdekorationen des 17. Jahrhunderts im Wiener Raum (Dissertationen zur Kunstgeschichte 17), Wien/Köln/Graz 1983 (Zur vollständigen Publikationsliste).